# お茶犬
お茶犬（おちゃけん）は、セガ フェイブとホリプロが共同開発した「癒し」をテーマにしたキャラクター。「お茶」とかわいらしい「犬」を合体させた親しみやすいキャラクターである。商標登録はセガトイズが行った。

## 製作
セガトイズのハウスデザイナーが考案した連日の仕事により、疲れやストレスの溜まったOLを対象として彼女らを癒すために2002年に誕生。
東京・銀座の博品館でホリプロ所属のタレントと共にデビューを飾った。同年12月、フレーベル館より、『お茶犬のススメ〜リョクのココロ〜』（広野多喜子・柳原奈美子）が、ユニバーサルミュージックから「お茶犬のうた」（作詞・作曲はいなだみほ、歌手はみずたにあきこ）が発売された。また、お茶犬CM曲の楽曲としての完成版「きみの存在」のAlbum Versionが、稲田光穂のアルバム『呼吸』にボーナストラックとして収録されている。 

## お茶犬のプロフィール
お茶犬は全部で7匹存在する。ハナだけが女の子で、他の6匹は男の子。
リョク
5月2日生まれ。緑茶をモチーフにした緑茶犬。
のんびり屋で一日のほとんどを寝てすごしている。好きな食べ物は豆大福。
ハナ
7月10日（新作では3月3日）生まれ。ハーブティーをモチーフにしたハーブ茶犬で紅一点。
耳の付け根に花飾りがある。華やかだけど飾らない天真爛漫な性格。怒ると怖いらしい。好きな食べ物はイチゴ入りシュークリーム。
アール
2月14日（新作では11月1日）生まれ。紅茶（アールグレイ）をモチーフにした紅茶犬。
がんばり屋の冒険家。好きな食べ物はチーズケーキ。
ロン
5月26日（新作では6月10日）生まれ。烏龍茶をモチーフにした烏龍茶犬。
クールな性格。マイペースだが、ちょっぴりミステリアスな所がある。バンダナはブランドもの。好きな食べ物は肉まん。
チャイ
3月3日（新作では12月21日）生まれ。チャイ（インド風のミルクティー）をモチーフにした紅茶犬。
甘えん坊で、みんなのアイドルになりたがっている。アールとは親戚で、イギリスにいた事もあり語学堪能。好きな食べ物はマンゴープリン。
カフェ
10月7日（新作では10月27日）生まれ。コーヒーをモチーフにしたコーヒー犬。コーヒー豆を連ねた形の耳が特徴。
早起きが得意。好きな食べ物はチョコレートドーナツ。
ムハ
8月13日（新作では6月8日）生まれ。麦茶をモチーフにした麦茶犬。大麦を連ねた形の耳が特徴。
明るくおおらかで人懐っこい。首に巻いているのは手拭い。好きな季節は夏。好きな食べ物はスイカとかき氷。

## お茶猫のプロフィール
お茶猫はお茶犬のサブキャラクター。当初は3匹だったが、後にソーが追加されて現在は4匹いる。全員女の子。
サクラ
6月5日（新作では4月3日）生まれ。さくら茶をモチーフにしたさくら茶猫。
ロマンチストで夢見がちな性格。好きな食べ物は桜餅。
ラン
11月12日（新作では7月17日）生まれ。ラベンダー茶をモチーフにしたラベンダー茶猫。
さわやかで穏やかな性格。きれい好き。好きな食べ物はブルーベリータルト。
ミン
3月3日（新作では4月30日）生まれ。ジャスミン茶をモチーフにしたジャスミン茶猫。
疑うことを知らないピュアな性格。好奇心旺盛で流行に詳しい。好きな食べ物は杏仁豆腐。
ソー
10月3日（新作では9月18日）生まれ。そば茶をモチーフにしたそば茶猫。
さっぱりした性格。健康系情報に詳しい。引越し好きでそば打ちが趣味。好きな食べ物はそばぼうろ。

## お茶犬Sweets
2007年に登場したお茶にあうお菓子をテーマにした新しい仲間。関連製品が本格発売されたのは2007年7月からだったが、関連商品が初披露されたのは2007年3月15日から開始されたファミリーマートの春のお菓子キャンペーンのコラボであった。
ロール（ロールケーキ犬）
2月6日生まれ。
優しい性格で、ふわふわしたものが大好きな人気者。
キャン（スイートキャンディー犬）
3月14日生まれ。
ピンクと愛らしいものが大好き。
ビス（ビスケット犬）
2月28日生まれ。
甘えん坊ですぐ泣くが、純粋ゆえに憎めない。
ドナ（ドーナツ犬）
10月1日生まれ。
音楽好きな芸術家。
コットン（わたあめ犬）
6月1日生まれ。
高級なものが好きなセレブ。
ショート（いちごショート犬）
12月24日生まれ。
毎日長電話するほどおしゃべり好き。
チップス（コンソメチップス犬）
10月10日生まれ。
スポーツ万能で、いつでも体を動かしている。
シュー（シュークリーム犬）
5月4日生まれ。
お菓子の木を大切に育てるほどの自然愛好家。
ツェル（プレッツェル犬）
4月23日生まれ。
家が本でいっぱいになるほど本が大好きな読書家。
チェリ（チェリー犬）
5月17日生まれ。
わがままな気分屋。耳のチェリーが揺れると機嫌が良い。
グレープ（グレープ犬）
11月20日生まれ。
いつも忙しそうだが、何でも地道にやっている。
オレンジ（オレンジ犬）
11月3日生まれ。
いつも笑顔ゆえに、いるだけで元気になる。
バナナ（バナナ犬）
8月7日生まれ。
健康第一の優等生。眼鏡をかけると声が高くなる。
ストロベリー（ストロベリー犬）
1月15日生まれ。
自他共に甘い繊細な乙女。
モンブラン（モンブラン犬）
9月9日生まれ。
計算が得意で勉強好き。
以下は『お茶猫』だが、特に分けられていない為、ここに追記。
ペロキャン（ペロペロキャンディー猫）
1月29日生まれ。
テレビが大好きな情報通。最新ニュースをみんなに教えている。
プリン（プリン猫）
7月26日生まれ。
風呂好きで肌はプルプル。ジャンプが得意。

## 新茶犬
ルウ・ミドリ・ファンの3匹で、それぞれ紅茶犬・緑茶犬・烏龍茶犬になりたいと思っている。
ルウ
せっかちで負けず嫌いな性格。
誰かのために怒っているが、非常に面倒見がよく優しい。
ミドリ
涙もろく、1日１回は涙を流している。
それゆえかすっきりしており、ストレスをためないしっかり者である。
ファン
感受性が非常に豊かである。
自分が感動したことをみんなにも分けたがっている。

## 伊藤園「お〜いお茶」でのキャラクター展開
2002年6月10日から伊藤園の看板商品である「お〜いお茶」の初のリニューアル記念として、500mlペットボトルにお茶犬のオリジナルグッズがおまけとして付属するキャンペーンが開始され、以降も同様のキャンペーンが続いている。2003年には「天然ミネラルむぎ茶」にもおまけが付属し、2004年には「濃い味　烏龍茶」の新発売に合わせて、烏龍茶犬の全長約80cmのぬいぐるみの応募プレゼントキャンペーンも実施された。2008年の「お～いお茶 焼きたての香り ほうじ茶」付属のおまけである『ボトルキャップオープナー』では、「ほうじ茶犬（名前は表記されず）」が初お目見えとなった。

## TVアニメ
3作品ともCSチャンネル、キッズステーションで放送。

### お茶犬〜ちょこっとものがたり〜
2003年10月6日から2004年3月29日まで放送。主題歌は遠藤みずきの「ホッ！としよ」、エンディングは有名な唱歌「茶摘み」の替え歌「お茶っ茶お茶犬」。
タイトル一覧
1. 最近、お茶いれています？
2. 最近、だらだらしていません？
3. 最近、お気に入りあります？
4. 最近、趣味しています？
5. 最近、ニガテなものあります？
6. 最近、おちこんだりしていません？
7. 最近、冒険しています？
8. 最近、謎めいています？
9. 最近、ほのぼのしています？
10. 最近、季節を感じています？
11. 最近、努力しています？
12. 最近、集まっています？
13. 最近、星を見ています？
14. 最近、リフレッシュしています？
15. 最近、安らぎ感じています？
16. 最近、いい汗かいています？
17. 最近、ひとりになっていません？
18. 最近、耳をすましています？
19. 最近、ときめいています？
20. 最近、小さな楽しみあります？
21. 最近、ゆったりしています？
22. 最近、はしゃいでいます？
23. 最近、夢を見ています？
24. 最近、ウキウキしています？
25. 最近、うるおいあります？
26. 最近、発見しています？

また、各話の最後では、ナレーションを担当したクリステル・チアリによる、各話の内容にあわせた詩や川柳が読まれる。

### お茶犬〜「ほっ」とものがたり〜
2006年1月16日から4月10日まで放送。お茶犬と人間が共存する町を舞台にした物語。ナレーションは伊藤かずえが担当。主題歌は堀江美都子の「お茶犬★ロック」、エンディングは森の木児童合唱団の「お茶犬絵かき歌」。
サブタイトルリスト
| 話 | サブタイトル                        | 脚本                  | コンテ       | 演出         | 作画                       |
| -- | ----------------------------------- | --------------------- | ------------ | ------------ | -------------------------- |
| 1  | あなたの町にお茶犬はいますか?       | 梅村真也              | 奥野浩行     | 奥野浩行     | 山本直子                   |
| 2  | 最近、空を見上げてますか?           | 梅村真也              | 殿河内勝     | 宮田奈保美   | 宮田奈保美                 |
| 3  | 最近、手紙を書いてますか?           | 梅村真也              | 殿河内勝     | しもだひさと | 鷲北恭太                   |
| 4  | 最近、意地張りすぎていませんか?     | 梅村真也              | 南家こうじ   | 南家こうじ   | 乙幡忠志                   |
| 5  | 最近、感動してますか?               | 梅村真也              | 山川正芳     | 山川正芳     | 山川正芳                   |
| 6  | 最近、田舎に帰ってますか?           | 梅村真也              | 南家こうじ   | 南家こうじ   | 夏目真悟                   |
| 7  | 最近、雨宿りしたことあります?       | 梅村真也              | 川畑えるきん | 川畑えるきん | 川畑えるきん               |
| 8  | 最近、冒険していますか?             | 梅村真也              | 殿河内勝     | 矢上孝一     | 矢上孝一                   |
| 9  | 最近、頑張りすぎてませんか?         | 梅村真也              | 村松尚雄     | 村松尚雄     | 村松尚雄                   |
| 10 | 最近、素敵な思い出つくってますか?   | 梅村真也              | 内田真樹     | 内田真樹     | 内田真樹 奥野浩行 夏目真悟 |
| 11 | 最近、忙しいって言い過ぎてませんか? | 梅村真也              | 奥野浩行     | 奥野浩行     | 山本直子                   |
| 12 | 最近、素敵な夢見てますか?           | 梅村真也 しもだひさと | しもだひさと | しもだひさと | 立田眞一                   |
| 13 | あなたの側にお茶犬はいますか?       | 梅村真也              | 奥野浩行     | 奥野浩行     | 奥野浩行 山本直子          |

### お茶犬 緑（リョク）っとものがたり
2008年11月22日から放送。お茶犬が「エコ」をテーマに考え、学び、行動する。主題歌はYUKINAの「地球でダンス」、エンディングは大森真理子の「明日天気になぁれ」。2016年にはとちぎテレビでも放送された。
話数リスト
1. 地球にホッと！
2. お庭でホッと！
3. おうちでホッと！
4. 森でホッと！
5. おしゃれにホッと！
6. 海でホッと！
7. 道でホッと！
8. 遊びでホッと！
9. 宝さがしでホッと！
10. スポーツでホッと！
11. 星空でホッと！
12. 公園でホッと！
13. 新茶でホッと！

## 玩具
セガトイズより発売。
- お茶犬なごみのお家 リョクの部屋
- お茶犬なごみのお家でらっくす ポットハウスのお茶犬や
- お茶犬すたいる おしゃれ堂 うぇあこれくしょん（2006年8月5発売）[17]
- お茶犬なごみのお家でらっくす 鏡台の街（2006年8月26発売）
- 話しかけてネ！お茶コロン（2007年3月31日発売）[18]

2007年7月よりお茶犬Sweets玩具も発売。
- お茶犬Sweets おかしのおうち（2007年7月7日発売）[6]
- お茶犬Sweets トッピングセット（2007年7月7日発売）[6]

## ゲーム
ニンテンドー3DS版以外はエム・ティー・オーより発売。
ニンテンドー3DS版は日本コロムビアより発売。
ゲームボーイアドバンス用
- お茶犬の部屋（2003年12月19日）
- お茶犬くるりん〜ほんわかパズルで「ほっ」としよ〜（2004年10月28日発売）
- お茶犬の夢冒険（2005年4月28日発売）
- お茶犬の冒険島（2005年12月22日）

ニンテンドーDS用
- お茶犬の部屋DS（2006年4月27日発売）
- お茶犬の部屋DS2（2007年1月18日発売）
- お茶犬の大冒険〜ほんわか夢見る世界旅行〜（2007年12月20日発売）
- お茶犬の部屋DS3（2008年5月22日発売）
- お茶犬の大冒険2~夢いっぱいのおもちゃ箱~（2008年12月18日発売）
- お茶犬の部屋DS4（2009年11月26日発売）

ニンテンドー3DS用
- お茶犬といつもなかよし（2012年12月1日発売）